# Microrasbora
Microrasbora (Gr.: „micron“ = klein + Rasbora) ist eine Gattung sehr kleiner südasiatischer Bärblinge (Danioninae). Von den beiden Arten der Gattung kommt die Typusart Microrasbora rubescens endemisch im burmesischen Inle-See vor, die zweite Art, Microrasbora microphthalma lebt im Nanwan-Fluss in der südchinesischen Provinz Yunnan.

## Merkmale
Microrasbora-Arten werden lediglich 2,6 bis 3 cm lang. Ihr Körper ist langgestreckt und seitlich abgeflacht. Von den ähnlichen Gattungen Brachydanio und Rasbora unterscheiden sich Microrasbora durch das Fehlen einer Seitenlinie und eines Symphysenknopfs an der Spitze des Unterkiefers, von Brachydanio zusätzlich durch das fehlen von Barteln. Die Schuppen der Microrasbora-Arten sind groß und transparent.
- Flossenformel: Dorsale 2–3/6–8, Anale 3/9–12.

## Lebensweise
Microrasbora-Arten leben in großen Schwärmen in dichten Pflanzenbeständen an den Ufern des Inle-See (M. rubescens) bzw. in kleinen Bergbächen über sandigen und steinigen Böden (M. microphthalma).

## Arten
- Microrasbora microphthalma Jiang, Chen & Yang, 2008
- Microrasbora rubescens Annandale, 1918

## Äußere Systematik
Microrasbora gehört innerhalb der Bärblinge zum Tribus Danionini (Untertribus Danionina) und ist die Schwestergattung von Devario.